# 洛塔乡
洛塔乡，是中华人民共和国湖南省湘西土家族苗族自治州龙山县下辖的一个乡镇级行政单位。

## 行政区划
洛塔乡下辖以下地区：
泽果村、高峰村、瑞士村、楠竹村、五台村、泡木村、热家村、猛西村、烈坝村、砂桥村、梭洛村、满湖村、洛塔村、阿亏村、邬都村和陈庄村。